# Ізоферменти
Ізоферме́нти (також ізоензи́ми, ізози́ми) — форми одного ферменту, що каталізують ті самі біохімічні реакції, але відрізняються одна від одної первинною структурою білка. Їхнє утворення як різних форм зумовлене відмінностями у структурі генів, котрі кодують ці ізоферменти.
Ізоферменти каталізують реакції за однаковим механізмом, але через розбіжності у первинній структурі проявляють різні фізико-хімічні властивості. Зокрема, вони мають різні кінетичні параметри, умови активації, спорідненість до субстрату, максимальну активність та регуляторні властивості.